# Lowes Cato Dickinson

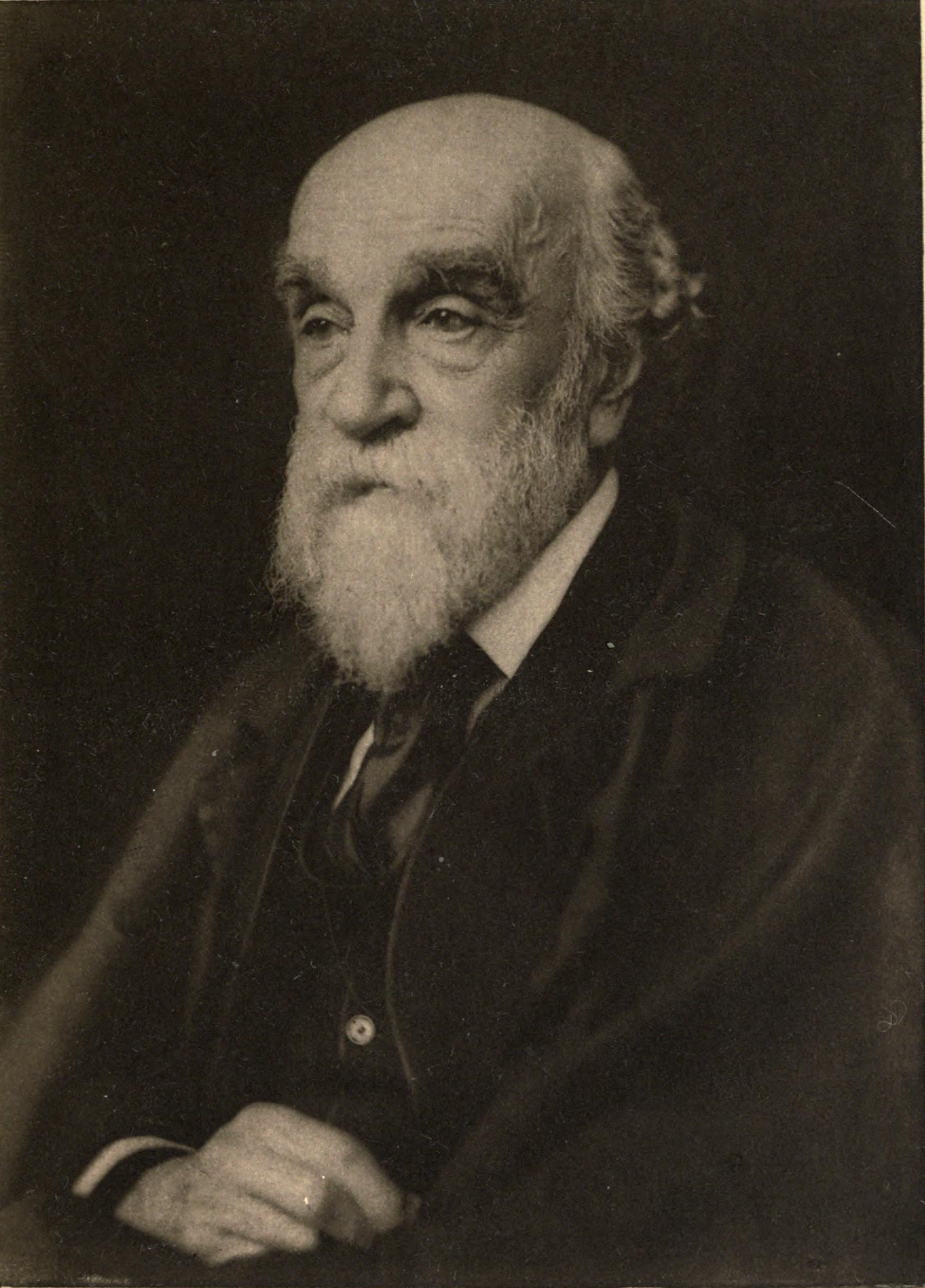
Lowes Cato Dickinson (1904)

Lowes Cato Dickinson (* 27. November 1819 in Kilburn, London; † 15. Dezember 1908 in Middlesex, London) war ein britischer Lithograf und Porträtmaler.

## Leben
Er war das vierte von elf Kindern und der zweitälteste Sohn des Buchhändlers und Lithografen Joseph Dickinson, der sein Geschäft an der 114 New Bond Street hatte, und der Ann Rowden Carter. Die Familie stammte ursprünglich aus Northumbria. Nach seiner Schulausbildung an der Topsham School und der Dr. Lord’s School in Tooting begann Dickinson, der schon in jungen Jahren künstlerisches Talent zeigte, im Alter von 16 Jahren (1831) für seinen Vater zu arbeiten und von ihm auch zu lernen. Schon ab 1848 stellte er seine ersten Bilder in der Londoner Royal Academy of Arts aus.
Erst als 31-Jähriger machte er 1850 eine dreijährige Studienreise nach Italien und Sizilien und begann dort mit der Malerei. Nach seiner Rückkehr mietete er ein Atelier in Langham Chambers (Portland Place, Marylebone) in London und arbeitete seitdem als selbständiger Maler. Seitdem hatte er Kontakt zu den wichtigsten Mitgliedern des Londoner Künstlerbundes der Präraffaeliten, vor allem arbeitete er mit Dante Gabriel Rossetti und John Ruskin zusammen.
Er war ein begeisterter Anhänger der Bewegung Christian Socialist, porträtierte einige ihrer Mitglieder und auch Frederick Denison Maurice, den Gründer dieser Bewegung. Im Jahr 1854 gründete er mit dem Rechtsanwalt Thomas Hughes, dem Autor Charles Kingsley und anderen das Working Men’s College, eine liberale Lehranstalt für angehende Künstler. Gemeinsam mit John Ruskin leitete Dickinson am neuen College die erste Klasse für Kunsterziehung.

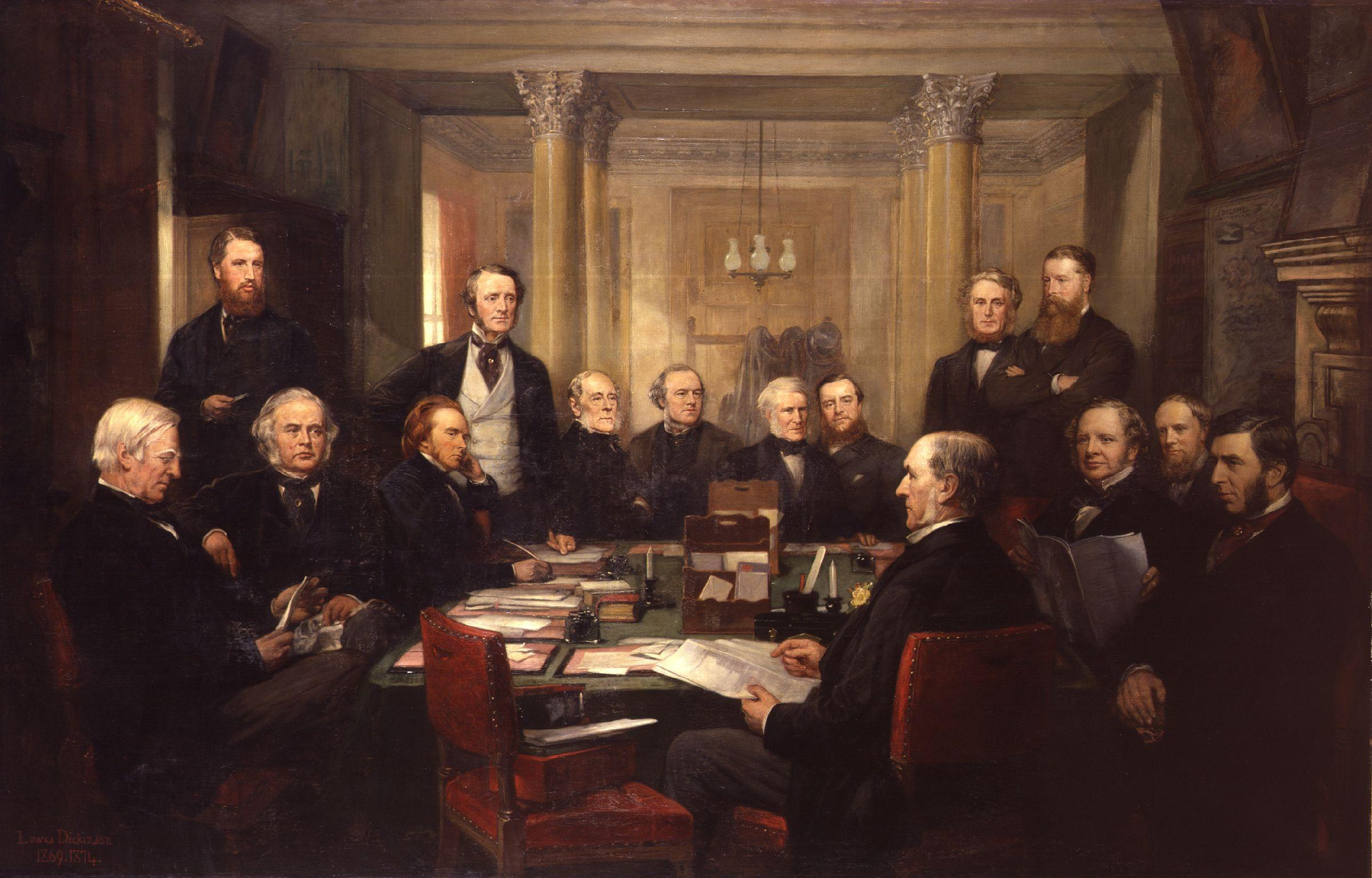
Gladstone’s Kabinett von 1868
Maler: Lowes Cato Dickinson, 1869/1874, Öl auf Leinwand, 204,5 cm × 317,5 cm

Dickinson war längst zum Maler der viktorianischen Oberschicht geworden. Zu den von ihm Porträtierten gehörten aber auch Queen Victoria und Premierminister William Ewart Gladstone, dessen gesamtes Kabinett, viele Schriftsteller wie George Eliot, der Politiker Richard Cobden, Rechtsanwälte und Geistliche wie George Tomlinson, den anglikanischen Bischof von Gibraltar, sowie viele Wissenschaftler und Gelehrte. Dickinson zeigte seine Bilder bis 1891 regelmäßig in der Royal Academy.
Dickinson heiratete am 15. Oktober 1857 Margaret Ellen Williams (1826–1881), Tochter des William Smith Williams (1800–1875), literarischer Berater und Verlagslektor bei Smith, Elder & Co. und Entdecker der Schriftstellerin Charlotte Brontë. Dieser Ehe entstammten der Finanzexperte und Wirtschaftsprüfer (Certified Public Accountant) Sir Arthur Lowes Dickinson (1859–1935) und der Historiker und Philosoph Goldsworthy Lowes Dickinson (1862–1932) sowie fünf Töchter.
Im Jahr 1860 war er Mitgründer und Schatzmeister des Freikorps Artists Rifles Volunteer Corps. 1864 zog er mit der Familie nach Spring Cottage, Hanwell in Middlesex. In diesen Jahren betrieb er bis zum 5. März 1867 unter dem Firmennamen „Dickinson Brothers“ mit seinen Brüdern William Robert Dickinson (1815–1887) und Gilbert Bell Dickinson (1825–1908) auch zwei Lithografen- und Fotostudios, eines im einst väterlichen Geschäft in London (114 New Bond Street) und eines in Brighton (erst 70 King’s Road, ab 1865 dann 107 King’s Road). Von 1879 bis zu seinem Tod lebte er in seinem Haus 1 All Souls Place, Langham Place, Hanwell. Er wurde auf dem Kensal Green Cemetery begraben.
Sein Nachlass wird heute in den Archiven der Universitäten Princeton, Oxford und Cambridge verwahrt. Viele seiner Gemälde sind heute in der National Portrait Gallery in London. Das Working Men's College schreibt jährlich den mit 1.000 englischen Pfund dotierten Lowes Dickinson Award aus. Auch seine Kinder stifteten Lowes Dickinson Memorial Studentship-Preis für Kunststudenten zu seinem Gedächtnis.